# Beitrittsverhandlungen Bosnien und Herzegowinas mit der Europäischen Union
Bosnien und Herzegowina hat wie alle Staaten des von der Europäischen Union so genannten „westlichen Balkans“ eine europäische Perspektive, das heißt die Aussicht, eines Tages der EU beizutreten. Bosnien und Herzegowina wurde seit dem Treffen des Europäischen Rats in Santa Maria da Feira im Juni 2000 als „potenzieller Beitrittskandidat“ betrachtet. Am 15. Februar 2016 hat der Staat seinen Beitrittsantrag bei der EU gestellt und ist seit dem 15. Dezember 2022 offizieller Beitrittskandidat.
Die EU unterstützt die EU-Heranführung Bosnien und Herzegowinas durch einen EU-Sonderbeauftragten. Seit September 2019 hat Johann Sattler – gleichzeitiger Botschafter der EU – dieses Amt inne. Zur Stabilisierung der Sicherheitslage entsendet die Europäische Union seit 2004 die Militärmission Operation Althea. Daneben existierte von 2003 bis 2012 die EU-Polizeimission EUPM.

## Stabilisierungs- und Assoziierungsprozess
Bosnien und Herzegowina ist seit November 2000 in den Stabilisierungs- und Assoziierungsprozess eingebunden. Er dient der schrittweisen Heranführung aller Staaten der Region an die Europäische Union. Die EU erörtert seit 2006 im Rahmen des Reform Process Monitoring (RPM) regelmäßig den Stand der Reformen im Staat.
Das Stabilisierungs- und Assoziierungsabkommen zwischen der EU und Bosnien und Herzegowina wurde am 16. Juni 2008 nach dreijähriger Verhandlungsdauer unterzeichnet. Es trat am 1. Juni 2015 in Kraft.

## Reformstand
In ihren jährlichen Fortschrittsberichten geht die Europäische Kommission ausführlich auf den Reformstand in Bosnien und Herzegowina ein. Die so genannten Europäischen Partnerschaften legen kurz- und mittelfristige Reformprioritäten fest. Eine erste Europäische Partnerschaft mit Bosnien und Herzegowina wurde am 14. Juni 2004 beschlossen. Sie wurde im Januar 2006 nach den Erkenntnissen aus dem Fortschrittsbericht 2005 aktualisiert.
Die dritte Europäische Partnerschaft wurde im Februar 2008 verabschiedet.
Der Rat zeigte sich im Dezember 2009 „über die Entwicklung der politischen Lage weiterhin besorgt und fordert Bosnien und Herzegowina auf, die wichtigsten Reformen unverzüglich zu beschleunigen. Voraussetzung für weitere Fortschritte ist, dass die politischen Entscheidungsträger dieselben Vorstellungen von der gemeinsamen Zukunft des Landes haben und der politische Wille zur Erfüllung der Anforderungen der europäischen Integration besteht.“ Er stellte fest, dass Bosnien und Herzegowina eine Verfassungsänderung „in Angriff nehmen [muss], um einen funktionierenden Staat zu schaffen und seinen verfassungsrechtlichen Rahmen an die Europäische Menschenrechtskonvention anzugleichen. Das Land muss insbesondere in der Lage sein, die Rechtsvorschriften der EU zu übernehmen, umzusetzen und durchzusetzen. Diese Reformen würden zu einer weiteren EU-Integration des Landes beitragen.“
Am 25. Oktober 2010 unterstrich der Rat das Bekenntnis der EU zur europäischen Perspektive Bosnien und Herzegowinas. Er bekannte sich gleichzeitig „unmissverständlich zur territorialen Integrität Bosnien und Herzegowinas als souveränes und geeintes Land.“ In seinen Schlussfolgerungen formulierte er:

„Fünfzehn Jahre nach der Unterzeichnung des Friedensübereinkommens von Dayton/Paris verdienen die Bürger Bosnien und Herzegowinas einen qualitativen Fortschritt auf dem Weg zur europäischen Integration. Die politischen Führer müssen nun konstruktiv in einen politischen Dialog eintreten und neue Regierungen bilden, die die EU-Agenda in den Mittelpunkt ihres Programms stellen. Die politischen Führer tragen die Hauptverantwortung dafür, dass durch Kompromissbereitschaft und gemeinsames konstruktives Vorgehen konkrete und spürbare Fortschritte – auch bei der Integration in die EU – erzielt werden; sie müssen sich einer Rhetorik, die die Bürger Bosnien und Herzegowinas spaltet, enthalten und dürfen nichts unternehmen, was deren Interessen schadet. Bosnien und Herzegowina hat bereits gezeigt, dass es imstande ist, Verpflichtungen nachzukommen, wenn der politische Wille vorhanden ist. Die EU ist bereit, ihre Unterstützung für die so dringend erforderlichen Reformen unter anderem durch eine künftig verstärkte Präsenz anzubieten. Bosnien und Herzegowina kann es sich nicht leisten, noch mehr Zeit zu verlieren.“

Der Fortschrittsbericht vom November 2010 stellte Bosnien und Herzegowina ein eher kritisches Reformzeugnis aus. Er bemängelte den schleppenden Fortschritt und forderte den Staat auf, seine Reformen in Schlüsselbereichen voranzutreiben.
Nachdem es 2014 zu einem Stillstand im EU-Annäherungsprozess Bosnien und Herzegowinas gekommen war, beschloss die EU am 16. Dezember 2014 eine Umstrukturierung mit dem Ziel einer Wiederbelebung des innerstaatlichen Reformprozesses. Zunächst wurde ein starker Fokus auf sozio-ökonomische Reformen gelegt. Ein „Compact for Growth and Jobs“ sollte helfen, die Wirtschaft zu liberalisieren und wettbewerbsfähiger zu machen. Daneben sollten auch die Institutionen des Staates auf allen staatlichen Ebenen effektiver gestaltet werden.
Die politische Führung Bosnien und Herzegowinas sowie das Parlament verpflichteten sich am 23. Februar 2015 auf Reformen im Sinne des neuen Ansatzes. Nachdem die EU das Stabilisierungs- und Assoziierungsabkommen zum 1. Juni 2015 in Kraft gesetzt hatte, beschloss die politische Führung Ende Juli eine erste Reformagenda, die vor allem sozio-ökonomische Themen zum Inhalt hatte.
Anfang 2016 zeichnete sich ab, dass die Regierung den Antrag auf EU-Mitgliedschaft vorbereiten würde. Dies löste auf EU-Ebene Überraschung aus und wurde innenpolitisch als Aktionismus einer blockierten Regierung gedeutet.
Nachdem Bosnien und Herzegowina am 15. Februar 2016 den EU-Beitrittsantrag gestellt hatte, beauftragte der EU-Rat im September 2016 die EU-Kommission mit einer Stellungnahme. Im Februar und Juni 2018 beantwortete Bosnien und Herzegowina einen dazu erstellten EU-Fragebogen und weitere 600 Zusatzfragen.
Im Mai 2019 benannte die Europäische Kommission 14 Schlüsselprioritäten im Hinblick auf die Beitrittsverhandlungen. Der EU-Rat forderte im Dezember 2019 die Exekutiv- und Legislativorgane auf allen staatlichen Ebenen nachdrücklich auf, die genannten Schlüsselprioritäten in Angriff zu nehmen.
Im Oktober 2020 veröffentlichte die EU-Kommission ihren „Bosnia and Herzegovina 2020 Report“. Er beschreibt erhebliche Defizite in vielen Bereichen des legislativen, Verwaltungs- und Justizsystems, z. B. Verstöße der Verfassung gegen die Europäische Menschenrechtskonvention, Probleme bei Wahlen, mangelnde Transparenz der Parteienfinanzierung, politische Einflussnahme auf den öffentlichen Dienst, Widerstand innerhalb der Justiz gegen Reformen zur Sicherung der Rechtsstaatlichkeit, mangelnde Bekämpfung von Korruption und organisierter Kriminalität, Anfälligkeit
der Polizei für politische Einflussnahme, unwirksame Finanzermittlungen und Beschlagnahme von Vermögenswerten, mangelnde Zusammenarbeit mit Europol und Eurojust, Einschränkungen von Versammlungs-, Meinungs- und Medienfreiheit, mangelnder Schutz von Journalisten, erhebliche Schwächen der wirtschaftspolitischen Governance, geringe Bildungsqualität und vieles andere.
Der Bericht wurde bei einer Tagung des Stabilitäts- und Assoziationsrates zwischen der Europäischen Union und Bosnien und Herzegowina am 13. Juli 2021 erörtert. Zudem wurde geprüft, wie weit die Umsetzung des Stabilisierungs- und Assoziierungsabkommens vorangekommen ist. Dabei wurden begrenzte Fortschritte, aber auch weitere Herausforderungen zur Kenntnis genommen.
Ein Arbeitspapier verwies auf die „Desillusionierung“ der Bürgerinnen und Bürger der Region angesichts des langsamen und immer wieder stockenden Erweiterungsprozesses:

„Wir müssen anerkennen, dass trotz des beständigen Engagements für die EU-Integration und der beispiellosen finanziellen und wirtschaftlichen Unterstützung durch die EU – einschließlich bei der Bewältigung der COVID-19-Pandemie – die Menschen in der Region ein Gefühl der tiefen Enttäuschung über den Erweiterungsprozess empfinden […]
Die weit verbreitete Wahrnehmung auf dem Westbalkan ist, dass die Aussicht auf einen EU-Beitritt schwindet und dass die europäischen Bestrebungen in einer komplexen Reihe von Bedingungen und Verfahren verloren gehen.“

Auch im Umfeld eines Treffens der EU-Staats- und Regierungschefs am 6. Oktober 2021 im slowenischen Brdo wurden von politischen Beobachtern Zweifel geäußert, ob eine EU-Beitrittsperspektive für die Westbalkan-Staaten überhaupt noch realistisch ist.
Am 12. Oktober 2022 empfahl die EU-Kommission Bosnien und Herzegowina den Status als Beitrittskandidat zu gewähren. Am 15. Dezember 2022 stimmten die 27 Mitgliedstaaten der Europäischen Union der Empfehlung der Kommission zu, Bosnien und Herzegowina den Status als Beitrittskandidaten auszusprechen. Am 12. März 2024 empfahl die EU-Kommission, Beitrittsgespräche aufzunehmen und lobte eine Aussöhnung der verschiedenen Volksgruppen Bosnien und Herzegowinas. Am 21. März 2024 einigten sich die Staats- und Regierungschefs der Europäischen Union auf dem EU-Gipfel in Brüssel auf die Aufnahme von Beitrittsverhandlungen mit Bosnien und Herzegowina.

## Finanzielle Unterstützung
Im Rahmen des EU-Instruments für Heranführungshilfe (IPA I) erhielt Bosnien und Herzegowina in den Jahren 2007 bis 2013 610,1 Millionen Euro.
Im Nachfolgeprogramm IPA II wurden in der Periode 2014 bis 2020 552,1 Millionen Euro zugewiesen.

## Befreiung von der Visumpflicht
Am 1. Januar 2008 trat ein Visumerleichterungsabkommen und ein Rückübernahmeabkommen zwischen der Europäischen Union und Bosnien und Herzegowina in Kraft. Seit Mai 2008 verhandelte die Europäische Union mit dem Land über die Visumfreiheit.
Die Europäische Kommission hat Bosnien und Herzegowina im September 2010 bescheinigt, dass es nunmehr alle Voraussetzungen für eine Visumbefreiung erfüllt und die Befreiung von der Visumpflicht vorgeschlagen. Sie gilt für touristische Aufenthalte im Schengen-Raum bis zu 90 Tagen im Halbjahr. Die Aufnahme einer Erwerbstätigkeit ist nicht gestattet. Nur bosnisch-herzegowinische Staatsangehörige, die über einen biometrischen Reisepass verfügen, sollen visafrei reisen können.
Das Europäische Parlament hat die Empfehlung der Kommission am 7. Oktober 2010 gebilligt. Die abschließende Entscheidung wurde am 8. November 2010 von den europäischen Außenministern abgehalten, die Staatsbürger von Bosnien und Herzegowina seit dem 15. Dezember 2010 von der Visumspflicht befreit.